# Mallotus glomerulatus
Mallotus glomerulatus là một loài thực vật có hoa trong họ Đại kích. Loài này được Welzen mô tả khoa học đầu tiên năm 2004.